# Indonesische Badmintonmeisterschaft 2019
Die Indonesische Badmintonmeisterschaft 2019 fand vom 24. bis zum 28. November 2019 in Palembang statt.

## Sieger und Platzierte
| Disziplin    | Gold                                       | Silber                                | Bronze                                               |
| ------------ | ------------------------------------------ | ------------------------------------- | ---------------------------------------------------- |
| Herreneinzel | Christian Adinata                          | Gatjra Piliang Fiqihilahi Cupu        | Karono                                               |
| Herreneinzel | Christian Adinata                          | Gatjra Piliang Fiqihilahi Cupu        | Chico Aura Dwi Wardoyo                               |
| Dameneinzel  | Asty Dwi Widyaningrum                      | Susanto Yulia Yosephine               | Putri Kusuma Wardani                                 |
| Dameneinzel  | Asty Dwi Widyaningrum                      | Susanto Yulia Yosephine               | Sri Fatmawati                                        |
| Herrendoppel | Amri Syahnawi Muhammad Fachrikar           | Bagas Maulana Muhammad Shohibul Fikri | Frengky Wijaya Putra Sabar Karyaman Gutama           |
| Herrendoppel | Amri Syahnawi Muhammad Fachrikar           | Bagas Maulana Muhammad Shohibul Fikri | Akbar Bintang Cahyono Muhammad Reza Pahlevi Isfahami |
| Damendoppel  | Della Destiara Haris Rizki Amelia Pradipta | Agatha Imanuela Yulfira Barkah        | Anggia Shitta Awanda Tiara Rosalia Nuraidah          |
| Damendoppel  | Della Destiara Haris Rizki Amelia Pradipta | Agatha Imanuela Yulfira Barkah        | Nita Violina Marwah Putri Syaikah Ulima Hidayat      |
| Mixed        | Adnan Maulana Mychelle Bandaso             | Amri Syahnawi Tiara Rosalia Nuraidah  | Ghifari Anandaffa Prihardika Indah Cahya Sari Jamil  |
| Mixed        | Adnan Maulana Mychelle Bandaso             | Amri Syahnawi Tiara Rosalia Nuraidah  | Dejan Ferdinansyah Serena Kani                       |